# 国家社会主義
- 国家社会主義
- 国民社会主義
- 民族社会主義

国家社会主義（こっかしゃかいしゅぎ）とは、国家主義と社会主義を関連づけたイデオロギーで、以下の異なる思想・運動を指して使われている。
- ステート・ソーシャリズム（英語: state socialism）

国家が行う上からの社会主義等を指す語句。国家が社会主義または社会主義的諸政策を推進する思想、社会主義的色彩の濃い国家主義(statism)の一種。ドイツのフェルディナント・ラッサールやロードベルトゥスの主張した社会主義や、オットー・フォン・ビスマルクの行った社会保障政策、ソ連型社会主義などの社会主義国家 が、「国家社会主義」と呼ばれる場合がある。
- ナショナル・ソーシャリズム（英語: national socialism、ドイツ語: Nationalsozialismus）

ナチズム（英語: Nazism）のこと。国民（国家）社会主義ドイツ労働者党（ナチス、ナチ党）の思想原理で、全体主義、反ユダヤ主義、反共主義などを特徴とする。上述のステート・ソーシャリズムと区別するため、国民社会主義 とも訳される。
- 日本の「国家社会主義」

高畠素之、赤松克麿らがとなえた。これは上述の各思想とは異なる。赤松は自著では「国民社会主義」と称した。また北一輝の思想も「国家社会主義」と呼ばれることがある。
本項目は、以上のものを個別に説明する。

## ステート・ソーシャリズム
国家社会主義（英語: state socialism、ドイツ語: Staatssozialismus）は、国家が社会主義または社会主義的諸政策を推進する思想である。

### ロートベルトゥス
経済学者のヨハン・ロードベルトゥス（1805―1875）は、資本主義は不可避的に賃金を減少せしめ、労働者階級の貧困化と消費不足に基因する恐慌をもたらすとして、土地と資本の私有を廃止する国家社会主義者を提唱して、マルクス経済学に大きな影響を与えた。

### ラッサール
カール・マルクスの友人でその後ライバルとなる全ドイツ労働者同盟の創設者である19世紀ドイツ系ユダヤ人労働運動家のフェルディナント・ラッサールは、現存のブルジョアや地主国家の援助で社会主義を平和的に実現できると主張した。この主張が「国家社会主義」と呼ばれることがある。
国家社会主義は、国家や政府による重要産業の国有化と統制経済を柱としており、改革を手段とする。従来の社会主義は、協同組合や労働組合などの共同体を基本とするものや、マルクス主義など暫定的な政治権力獲得によるプロレタリア独裁を認めつつ「共産主義社会に達すれば国家は死滅する」とするものが多かったが、ラッサールは普通選挙によって国家や政府が労働者階級の権利や利益を反映して社会主義政策を進めることを主張した。なお、バブーフも国家が管理する共産主義社会を主張したが、ラッサールの方法論は議会制民主主義による改良主義である。
マルクスは1875年の『ゴータ綱領批判』でラッサール主義を批判するも、ラッサール派の全ドイツ労働者同盟はマルクス派（アイゼナハ派）の社会民主労働者党と合同して後のドイツ社会民主党となってドイツの社会主義者に影響を与えた。

### ビスマルクの社会政策
ビスマルクの社会保障政策も、国家社会主義と呼ばれることがある。「全ドイツ労働者協会」の会長であったラッサールは、1863年からビスマルクと面談し、普通選挙の導入や生産組合への国家補助を要請した。こうした体制派に対するラッサールの取った姿勢は後々、マルクス主義側（特にコミンテルン以降）から「プチブルジョワ的社会主義」、あるいは「日和見主義的改良主義」などと批判された。
ビスマルクは1871年のドイツ統一後、1878年には社会主義者鎮圧法を制定したが、他方で労働者の社会保障や、教育費の無償化など社会主義的政策を実施した。これらは道徳国家を主張したラッサールの影響とされており、ビスマルクも自分が今まで会った人物の中でラッサールは「最も知的」とまで公然と評価していた。またアドルフ・ワグナーやグスタフ・フォン・シュモラーら講壇社会主義者の台頭することにもなった。ビスマルクは保守であったが、自由主義の進歩党やカトリックなどと対立しており、労働者階級の支持も必要とした。また「強いドイツ」の実現には、階級対立の緩和と民族の団結が必要であった。
ビスマルクは1881年に書いた手紙のなかで、自らの政策を「国家社会主義」 (ドイツ語: Staatssozialismus) と呼んだ。政治学者のバートランド・ラッセルはビスマルクの国家社会主義について「現実には、彼の政策には社会主義よりも国家の方がはるかに多く、国家社会主義という名は大きな誤解を招きやすいのである。」と述べた。ビスマルクの創設した災害保険・健康保険・老齢年金などの社会保障制度は労働者階級の福祉向上に大きく貢献し、その後のドイツの社会政策の基礎となり、欧米や日本など世界各国で導入された。

### ソ連型社会主義
政治経済学者のデービッド・レーンは著作「国家社会主義の興亡」で、ソ連型社会主義国家などを広く「国家社会主義」と呼んだ。
和田春樹は、ソ連の政治社会体制について、「農業の全面的集団化、強行的な工業化、階級闘争としての文化革命を通じて、計画経済化と経済の一元化、党・国家・社会団体の一体化、国家社会の一元化が実現された。ここにおいて人類がこれまでに知ることのない完全に新しい社会システム、国家社会主義体制が完成された。」とし、ソ連の「党と国家と社会団体が一体となった公的主体が政治と経済の全体を一元的に管理する体制」は、「いわゆる全体主義と呼ばれる体制より以上に、全的に一元化されたシステムであった。」と論じた。

## ナショナル・ソーシャリズム
国家社会主義（英語: national socialism、ドイツ語: Nationalsozialismus）は、以下のそれぞれの立場から使用された。

### フランス
1890年代にフランスの社会主義者のモーリス・バレスは、社会主義にナショナリズムや反ユダヤ主義を結合し、後に「国家社会主義」とも呼ばれている。また、フランスの社会主義者のピエール・ビエトリーは黄色社会主義を掲げ、1903年に「国家社会主義党」 (Parti socialiste national) を結成した。バレスやビエトリーらは、ファシズムやナチズムの先駆とも呼ばれている。

### チェコスロバキア
1890年代にオーストリア＝ハンガリー帝国からの独立を掲げるチェコの社会主義者とナショナリストによってエドヴァルド・ベネシュ政権の与党となるチェコ国民社会党（Česká strana národně sociální）が結成される。後のナチスの党名に影響を与えたともされる。

### イギリス
イギリスの経済学者アルフレッド・マーシャルは、1907年に、富が公共の用途に供せられるような経済騎士道に基づく国民的社会主義 (National Socialism)を提唱した。
イギリスの社会主義者ヘンリー・ハインドマンは、マルクス主義に傾倒しながらも、愛国的なナショナリズムと社会主義を結合し、1916年に国家社会主義党 (National Socialist Party) を結成した。

### オーストリア
1918年のオーストリアとチェコスロバキアのドイツ国家社会主義労働者党 (Deutsche Nationalsozialistische Arbeiterpartei)、1919年のハンガリーのゲンベシュ・ジュラなども「国家社会主義」を掲げた。これらは反ユダヤ主義など、後のナチスとの類似性を持った。

### ドイツ
1920年から1945年までドイツに存在した国民社会主義ドイツ労働者党（ナチス）は、党名の一部および25カ条綱領で国家社会主義（Nationalsocialismus、略称：NS）を掲げ、前身のドイツ労働者党時代からの社会主義、ナショナリズム、反ユダヤ主義などを主張した。ただし1925年のアドルフ・ヒトラーの著作「我が闘争」では社会主義の側面は少なく、1934年の長いナイフの夜ではナチス左派の主要メンバーは粛清され、指導者原理が強調されていった。
政権獲得後はコーポラティズムや第三の位置の立場から、労働組合を統合したドイツ労働戦線、失業対策組織の国家労働奉仕団、国民に余暇を提供し階級対立のない「民族共同体」を目指す歓喜力行団、アウトバーン建設などの大規模な公共事業、勤労大衆のための手頃な価格の国民車計画であるフォルクスワーゲン構想など、私有財産制は維持しながらも社会主義的諸政策を推進した。特にドイツ労働戦線は、資本主義と自由主義を敵と定義し、労働者に社会保障を促進し、休み時間や定時労働を確立して大企業の国営化を支持し、日本の大日本産業報国会のモデルともなった。
日本において第二次世界大戦の前は「国民社会主義」と訳されるのが一般的であったが、戦後は「国家社会主義」と訳されるのが一般的となった。しかし、「national」はあくまで「国民」を指し、「国家（staats）」とは違うとして、ドイツ史家の間では前者の使用が一般的となり、山川出版社の高校教科書でも「国民社会主義」の用語が優先して記述されている。「民族社会主義」と訳する場合もある。

### 戦間期における国家社会主義政党
同時期に国家社会主義 (National Socialism) を党名に掲げた政党は、ヨーロッパ各国やチリなどに存在した。詳細は国民社会主義ドイツ労働者党#類似政党を参照。

### 国家社会主義団体
- アメリカ・ナチ党（アメリカ、1959-1967）
- アメリカ国家社会党（アメリカ、1970-1980）
- 国家社会主義運動（NSM、アメリカ、1974-）
- 国家社会主義日本労働者党（日本、1982-）
- 国家社会主義者同盟（日本、1991-）
- 国家社会主義地下組織(ドイツ、1990年代-)

また、「国家社会主義」の名称ではないが国家主義的側面の強い社会主義を名乗る思想については、左翼ナショナリズムやバアス党（アラブ社会主義復興党）、社会主義市場経済・ドイモイ政策、ビルマ式社会主義、主体思想などがある。

## 日本の国家社会主義

### 明治期
訳語としての「国家社会主義」の初出は、William Harbutt DawsonのBismarck and State Socialism (1891)の訳書であるウヰルリアム・ハーバット・ドーソン 、光吉元次訳「国家社会制」明治25年（1892年）においてであり、State Socialsm が「国家社会主義」として訳出された。
1898年（明治31）、竹越三叉の雑誌『世界之日本』では、国家社会主義とは「国家の権力によりて社会主義を実行する者」で、「大資本家と小資本家間の競争、資本家と職工の衝突、地主と小作人との抗争を政府の権力によりて調停し、社会の圧力が弱者を圧殺するを救はんとするもの也」と紹介された。
日本で社会主義を解説した最も初期の文献であり、また中国へ初めてマルクス主義を紹介したとされる福井準造の著書『近世社会主義』 （明治32年、1899年）では、「労働者を保護して人生の幸福を進め、貧富の間隔を弛めて社会の調和を図り、生産界における資本家の跋扈を抑制して可憐の労民を救済し、其他政治および経済上における百般の改良を挙行せんがために国家の力に依頼してその目的を達すべしとなす」立場を、国家社会主義であると紹介した。
1905年に山路愛山、斯波貞吉，中村太八郎らが日本社会党に対抗して結成した国家社会党は、国家社会主義の先駆とされる。

### 大正・昭和期
その後、大正・昭和期には、日本でも独自の国家社会主義が発展していった。高畠素之や赤松克麿らがとなえた「国家社会主義」や、北一輝の思想は、一般には「右翼思想」（国家主義）の一種とされるが、一方で社会主義・農本主義の影響を強く受けていた。
大川周明・津久井竜雄・赤松克麿らは、1932年（昭和7年）に日本国家社会主義研究所および日本国家社会主義学盟を設立。同年10月1日『日本社会主義』を創刊した。
高畠素之はマルクス主義の研究者から出発して、マルクスの唱える資本主義の崩壊は必然であるが、階級対立が消滅した後も人間のエゴイズムは残るため、国家は消滅するのではなく、国家本来の機能として支配・統制が行われるとする「国家社会主義」を提唱した。
赤松克麿は、従来のマルクス主義的インターナショナルが人類闘争の歴史を「階級的」にのみ認識して、これを「民族的」あるいは「国民的」に捉えないことを指摘した。この主張によれば、国際間には資本家と労働者との「階級的」利害の不一致のみがあって国と国の民族的・国民的利害の不一致は存在しないことになる。また「万国の労働者よ、団結せよ！」という『共産党宣言』のスローガンは、既存の世界に万国の労働者が団結すべき客観的条件が欠如していることから実現不可能であるとも指摘した。いずれの諸国の労働者も国家・国民という立場を離れることはできないのだからナショナルは肯定しなければならず、まずは一国において社会主義を実現する。ナショナルという手順を踏んでインターナショナルを目指すべきと説いた。これが赤松の「国家社会主義」である。その後、赤松は日本主義を提唱した。
北一輝は『国体論及び純正社会主義』で天皇機関説に基づき天皇の神格化を否定し、山路愛山の国家社会主義などを批判した。また『日本改造法案大綱』では、クーデターにより天皇は3年間憲法を停止し戒厳令をしくこと、男子普通選挙の実施、華族制廃止、私有財産の制限などの国家改造と、戦争による広大な帝国の建設を掲げ、後の皇道派にも影響を与えた。北自身は「国家社会主義」という用語を使用していないが、国家主義と社会主義の傾向を併せ持つことや、同時期のナチスとの類似性などから、滝村隆一や芹沢一也や嘉戸一将などの著作で「国家社会主義」と呼んでいる。